# Music City Bowl 2021
Match précédent Match suivant
Le Music City Bowl 2021 est un match de football américain de niveau universitaire joué après la saison régulière de 2021, le 20 décembre 2021 au Nissan Stadium situé à Nashville dans l'État du Tennessee aux États-Unis. 
Il s'agit de la 23e édition du Music City Bowl.
Le match met en présence l'équipe des Boilermakers de Purdue issue de la Big Ten Conference et l'équipe des Volunteers du Tennessee issue de la Southeastern Conference,.
Il débute à 15 heures locales et est retransmis à la télévision par ESPN.
Sponsorisé par la société TransPerfect (en), le match est officiellement dénommé le 2021  TransPerfect Music City Bowl. 

## Présentation du match
| Équipes                                                                                            | Conférences | Entraîneurs                   | Stats. saison rég. | Classements avant le bowl | Classements avant le bowl | Classements avant le bowl |
| -------------------------------------------------------------------------------------------------- | ----------- | ----------------------------- | ------------------ | ------------------------- | ------------------------- | ------------------------- |
| Équipes                                                                                            | Conférences | Entraîneurs                   | Stats. saison rég. | CFP                       | AP                        | Coaches                   |
| Boilermakers de Purdue                                                                             | B10         | Jeff Brohm (5e saison)        | 8 - 4              | NC                        | NC                        | NC                        |
| Volunteers du Tennessee                                                                            | SEC         | Josh Heupel (en) (1re saison) | 7 - 5              | NC                        | NC                        | NC                        |
| - Arbitre : Jerry Magallanes (ACC) ; - Équipe donnée favorite par les bookmakers : Tennessee by 3. |             |                               |                    |                           |                           |                           |

Il s'agit de la 2e rencontre entre les deux équipes :
| Saison | Date             | Vainqueur | Score   | Perdant   | Compétition     |
| ------ | ---------------- | --------- | ------- | --------- | --------------- |
| 1979   | 31 décembre 1979 | Purdue    | 27 - 22 | Tennessee | Bluebonnet Bowl |

### Boilermakers de Purdue
Avec un bilan global en saison régulière de 8 victoires et 4 défaites (6-3 en matchs de conférence), Purdue est éligible et accepte l'invitation pour participer au Music City Bowl de 2021.
Ils terminent 4e de la Division Ouest de la Big Ten Conference derrière #15 Iowa, Minnesota et Wisconsin.
À l'issue de la saison 2021, ils n'apparaissent pas dans les classements CFP, AP et Coaches.
Il s'agit de leur première apparition au Music City Bowl.
Il s'agit du 20e bowl de l'histoire des Boilermakers et c'est leur 2e participation au Music City Bowl :
| Saisons | Dates            | Vainqueurs | Scores  | Finalistes | Bilan     |
| ------- | ---------------- | ---------- | ------- | ---------- | --------- |
| 2018    | 28 décembre 2018 | Auburn     | 63 - 14 | Purdue     | D : 0 - 1 |

| Logo     | Postes      | Joueurs                                         | Statistiques                                                      |
| -------- | ----------- | ----------------------------------------------- | ----------------------------------------------------------------- |
|          | Quarterback | Aidan O'Connell                                 | 289/393 passes réussies pour 3 178 yards, 23 TDs, 8 interceptions |
| Coureur  | King Doerue | 125 courses pour 488 yards nets gagnés et 2 TDs |                                                                   |
| Receveur | David Bell  | 93 réceptions pour 1 286 yards et 6 TDs         |                                                                   |

### Volunteers du Tennessee
Avec un bilan global en saison régulière de 7 victoires et 5 défaites (4-4 en matchs de conférence), Tennessee est éligible et accepte l'invitation pour participer au Music City Bowl de 2021.
Ils terminent 3e de la Division Est de la Southeastern Conference derrière #3 Georgia et #22 Kentucky.
À l'issue de la saison 2021, ils n'apparaissent pas dans les classements CFP, AP et Coaches.
Il s'agit du 54e bowl de l'histoire des Volunteers et c'est leur 3e participation au Music City Bowl :
| Saisons | Dates            | Vainqueurs     | Scores    | Finalistes   | Bilan     |
| ------- | ---------------- | -------------- | --------- | ------------ | --------- |
| 2016    | 30 décembre 2016 | Tennessee      | 38 - 24   | #24 Nebraska | V : 1 - 1 |
| 2010    | 30 décembre 2010 | North Carolina | 30(2ET)27 | Tennessee    | D : 0 - 1 |

| Logo     | Postes         | Joueurs                                         | Statistiques                                                      |
| -------- | -------------- | ----------------------------------------------- | ----------------------------------------------------------------- |
|          | Quarterback    | Hendon Hooker                                   | 180/261 passes réussies pour 2 567 yards, 26 TDs, 3 interceptions |
| Coureur  | Jabari Small   | 114 courses pour 612 yards nets gagnés et 8 TDs |                                                                   |
| Receveur | Cedric Tillman | 57 réceptions pour 931 yards et 9 TDs           |                                                                   |